# Beyerdynamic

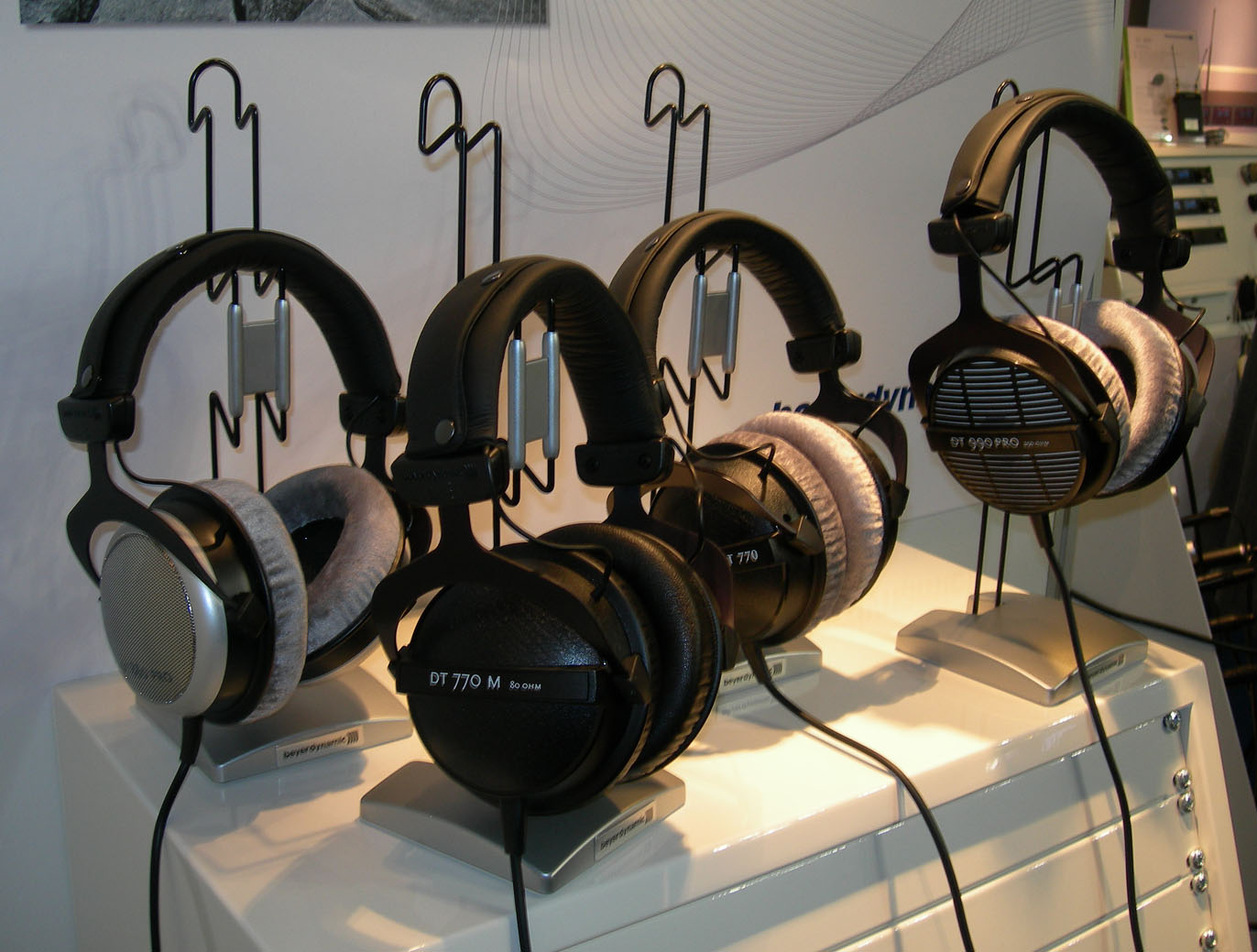
Alcune cuffie di beyerdynamic: DT 880 PRO, DT 770 M, DT 770, DT 990 PRO.

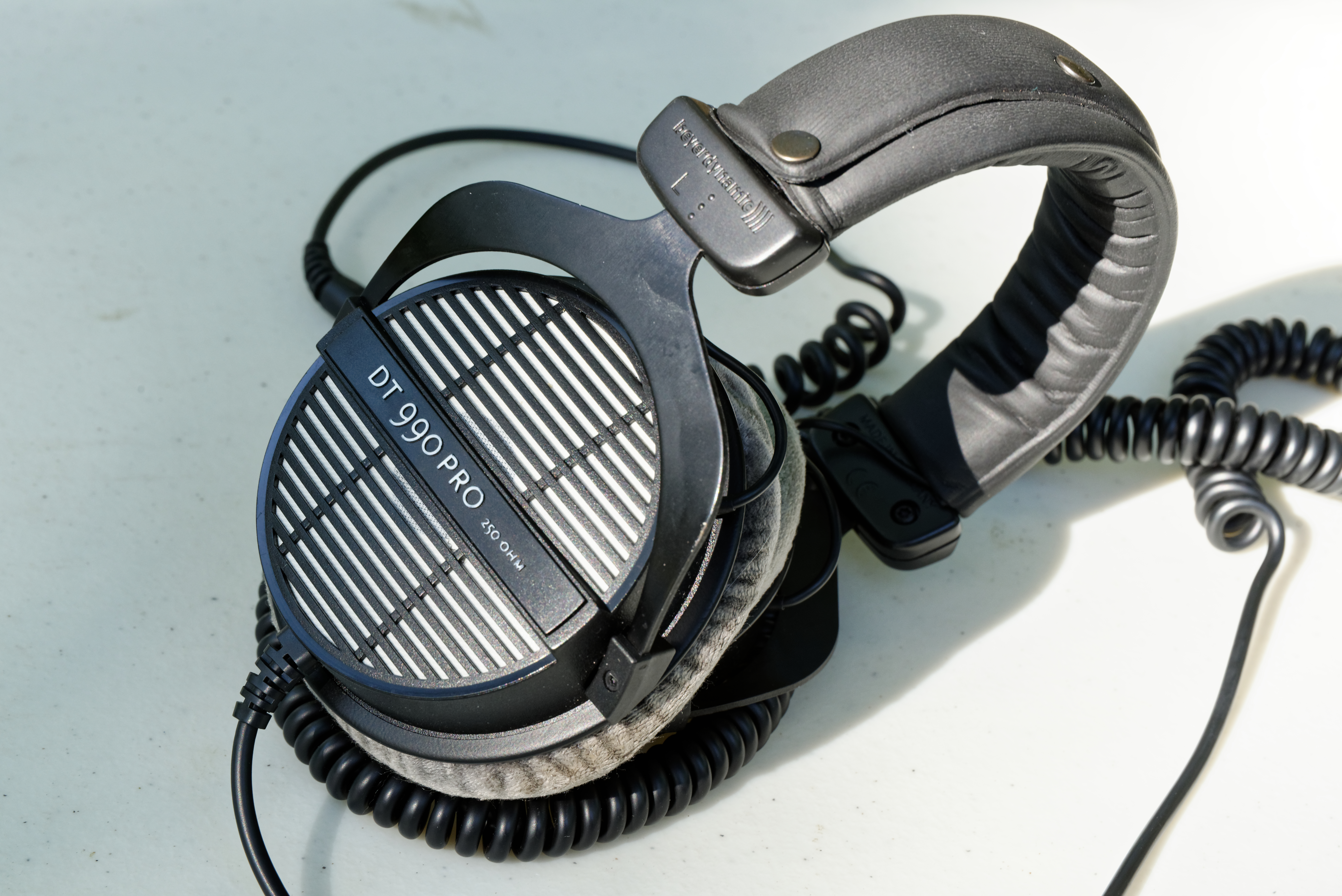
Cuffie DT 990 PRO

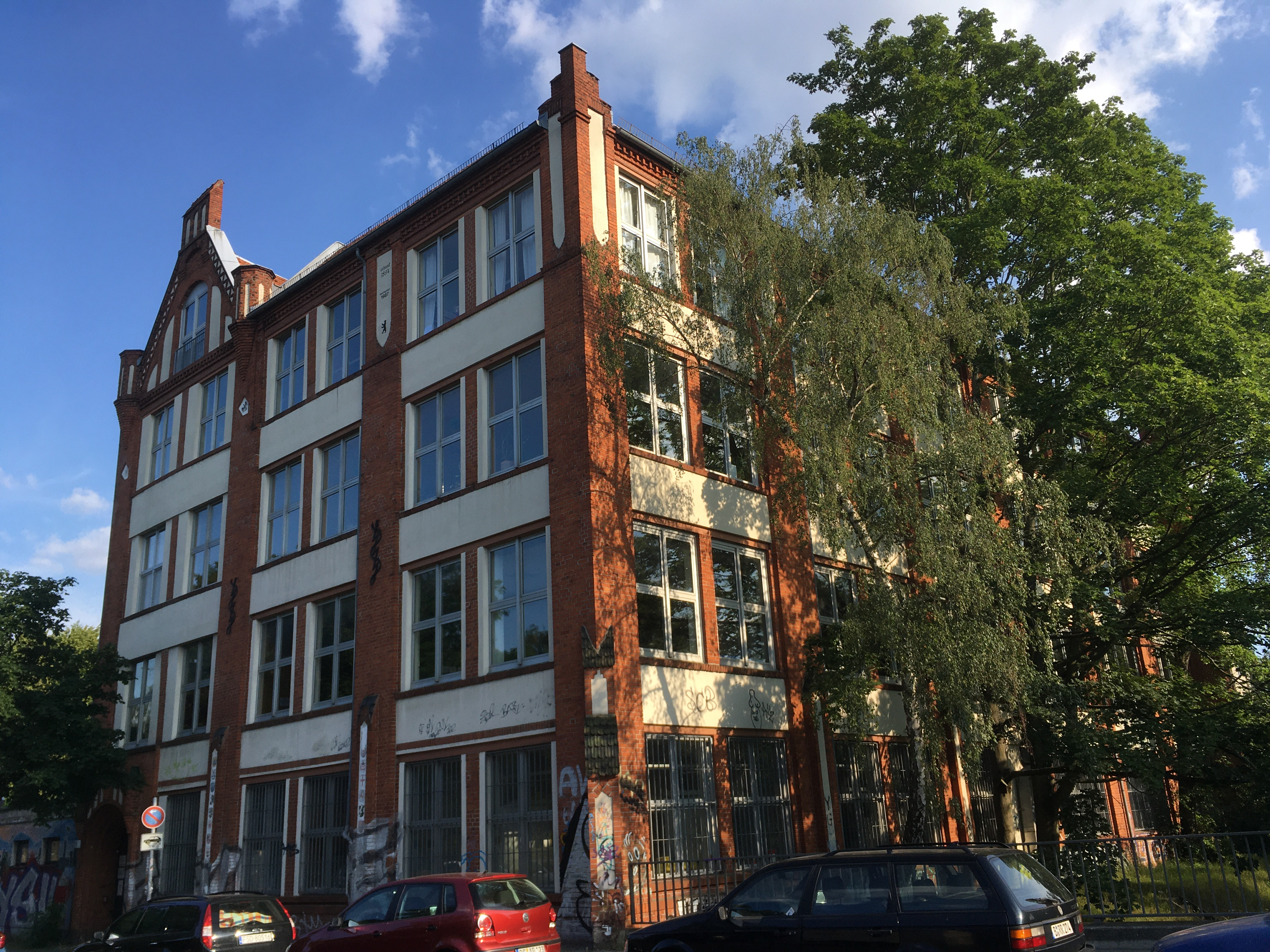
Sito di produzione dal 1934, a Berlino-Gesundbrunnen

Beyerdynamic GmbH & Co. KG è un produttore tedesco di equipaggiamento audio. Ha sede ad Heilbronn, in Germania, ed è un'azienda a conduzione familiare sin dalla sua fondazione nel 1924.

## Storia
Negli anni 1920 a Berlino Eugen Beyer riconobbe la promessa e l'opportunità rappresentata dalla nuova tecnologia cinematografica e cominciò a produrre i suoi primi altoparlanti per cinema e sale proiezione nel 1924.  Nel 1937 Beyer rilasciò sul mercato il primo paio di cuffie audio magnetodinamiche, il modello DT 48, che rimarrà in produzione fino al 2012 con scarse modifiche. Di due anni successivo è il modello M 19, utilizzato dalla Reichs-Rundfunk-Gesellschaft (RRG) come dispositivo standard per le proprie trasmissioni radiofoniche.  La seconda guerra mondiale blocca temporaneamente la produzione che riprende già nel 1948, spostandosi però ad Heilbronn. Lo "Stielhörer" DT 49, in particolare, divenne un modello popolare di cuffia nei primi "Plattenbars" (negozi di dischi) degli anni 1950.   Il "transistophone", il primo progetto di cuffia auricolare wireless della compagnia, ed uno fra i primi in generale, entrò in produzione nel 1962.   Nel 1966, il microfono E 1000 venne utilizzato dai Beatles nel loro tour in Germania. Elton John, gli ABBA, Stevie Wonder e i Led Zeppelin fecero tutti uso di prodotti audio Beyerdynamic. Del 1974 è il lancio del primo sistema audio di ausilio alle visite turistiche, l'"Informaphone FSE 20". Nel 1985 Beyerdynamic acquisì la Burns Audiotronics, che in precedenza era già stato distributore ufficiale dell'azienda per il Nord America.
Nella sua storia, Beyerdynamic ha fornito equipaggiamento audio ad alcuni degli eventi internazionali più importanti al mondo, oltre che a numerose istituzioni di rilievo. In particolare, l'azienda è stata o è fornitrice dei Giochi olimpici di Seoul del 1988, del Campionato mondiale di calcio 2002 in Giappone e Corea del Sud, del Campionato mondiale di calcio 2006 in Germania, del Teatro dell'Opera di Sydney e del Bundestag.